# Albert Wywerka

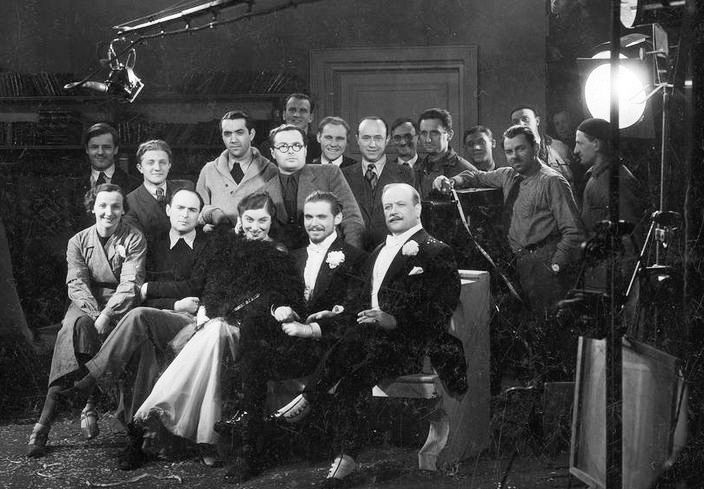
Zdjęcie z planu filmu Róża (1936). W pierwszym rzędzie siedzą od lewej: charakteryzatorka Kazimiera Narkiewicz, reżyser Józef Lejtes, Irena Eichlerówna, Witold Zacharewicz, Bogusław Samborski. W drugim rzędzie stoją m.in. kierownik produkcji Mieczysław Znamierowski, producent Marek Libkow, redaktor M. Szczęsny, operator Seweryn Steinwurzel, operator Albert Wywerka (2. z prawej, w ciemnym krawacie, oparty o kamerę)

Albert Wywerka (ur. 22 sierpnia 1894 w Dzierzbach Szlacheckich na Podlasiu, zm. 22 maja 1945 w Łodzi) – polski operator filmowy. Był ojcem aktorki dziecięcej Basi Wywerkówny.

## Życiorys
W dwudziestoleciu wojennym zrobił zdjęcia do ponad 60 filmów, z czego większość przypadała na okres kina niemego (ok. 40 filmów). Pracował także jako scenarzysta przy filmie Mów do mnie jeszcze (1922) i jako współpracownik operatora przy filmie Wyrok życia (1933).
Pracował dla reżyserów: Leonarda Buczkowskiego, Józefa Lejtesa, Włodzimierza Puchalskiego, Michała Waszyńskiego. Robił zdjęcia do filmów różnych gatunków: komedii, dramatów i melodramatów. Wplatał w filmy paradokumentalne obrazy przedwojennej wsi polskiej. Otrzymał wiele pochwał za wplecenie sekwencji ślubu żydowskiego, nakręconej w Kazimierzu nad Wisłą, w film Szlakiem hańby (1929).
Po II wojnie światowej zrobił zdjęcia do tylko jednego filmu, dokumentu Stanisława Urbanowicza Budujemy Warszawę (ang. Warsaw Rebuilds). W podobnej realizacji uczestniczył wcześniej, po I wojnie światowej, gdy robił zdjęcia do dokumentu Odrodzona Polska.
Pochowany na cmentarzu Bródnowskim (kw. 23F-4-23).

## Filmografia
| - 1919: Tamara - 1919: Lokaj - 1920: Czaty - 1921: We własne sidła - 1921: Przez piekło - 1921: Dwie urny - 1921: Janko Zwycięzca - 1921: Na jasnym brzegu - 1922: Mów do mnie jeszcze - 1922: Życie Żydów w Warszawie (Dos lebn fun di yidn in Varshe) - 1922: Tajemnica medalionu - 1922: Rok 1863 - 1923: Awantury miłosne panny D. - 1923: Młodość zwycięża - 1924: Odrodzona Polska - 1924: Miłość przez ogień i krew - 1926: Cyganka Aza - 1927: Maraton polski - 1928: Szaleńcy - 1929: Ponad śnieg - 1929: Szlakiem hańby - 1930: Gwiaździsta eskadra - 1931: Cham - 1932: Biała trucizna - 1933: Pod Twoją obronę - 1933: Przybłęda - 1933: Prokurator Alicja Horn - 1934: Awanturki jego córki - 1934: Czarna perła - 1934: Młody las - 1935: Antek policmajster - 1935: ABC miłości - 1935: Sztandar wolności - 1935: Jaśnie pan szofer - 1935: Wacuś - 1935: Rapsodia Bałtyku | - 1935: Panienka z poste restante - 1935: Co mój mąż robi w nocy… - 1935: Manewry miłosne - 1936: Dodek na froncie - 1936: Bohaterowie Sybiru - 1936: Wierna rzeka - 1936: Straszny dwór - 1936: Dwa dni w raju - 1936: Ada! To nie wypada! - 1936: Róża - 1937: Pani minister tańczy - 1937: O czym marzą kobiety - 1937: Będzie lepiej - 1937: Dorożkarz nr 13 - 1937: Ty, co w Ostrej świecisz Bramie - 1937: Znachor - 1937: Dybuk (Der Dybbuk) - 1937: Halka - 1937: Ułan księcia Józefa - 1938: Kościuszko pod Racławicami - 1938: Kobiety nad przepaścią - 1938: Druga młodość - 1938: Ostatnia brygada - 1938: Profesor Wilczur - 1938: Gehenna - 1938: Serce matki - 1939: Włóczęgi - 1939: U kresu drogi - 1939: Rena - 1939: Serce batiara - 1939: Trzy serca - 1939: Geniusz sceny - 1939: Iwonka - 1942: Testament profesora Wilczura - 1945: Budujemy Warszawę - 1946: Warsaw Rebuilds |